# Nothing to Undo: Chapter Six
Nothing to Undo to szósty album niemieckiego zespołu Metalium. Zawiera ona głównie muzykę power/ heavymetalową, przypominającą dokonania Gamma Ray lub Primal Fear. Pojawia się również cover zespołu Queen – "Show Must Go On".

## Lista utworów
1. Spineless Scum (1:13)
2. Spirits (3:45)
3. Mindless (4:55)
4. Straight into Hell (3:45)
5. Mental Blindness (6:54)
6. Heroes Failed (3:44)
7. Way Home (6:42)
8. Dare (3:45)
9. Follow the Sign (4:59)
10. Show Must Go On (4:20)
11. Way Home (wersja orkiestralna) – bonus wydania japońskiego

## Twórcy

### Główni muzycy
- Henning Basse – śpiew
- Matthias Lange – gitara
- Lars Ratz – gitara basowa
- Michael Ehre – perkusja

### Muzycy dodatkowi[1]
- Andreas Nöter – gitara akustyczna w "Way Home"
- Didi Schulz, Kay Karstens, Jan Bünning – chórki
- Stefan Schlabritz – głos "Metal God" (Boga Metalu)
- Patrick Flesner – orkiestracje i pianino w "Way Home"
- Frank Rohlees – niektóre gitary w "Show Must Go On"

## Informacje o albumie[1]
- nagrany: wrzesień 2006 w Tornado Studios (Hamburg)

śpiew: sierpień 2006 w Tornado Studios (Majorka)
- produkcja: Lars Ratz
- miksy i mastering: Victor Bullok i Lars Ratz w Tornado Studios (Hamburg)
- okładka: Katja Piolka
- prace graficzne: Sophia Chin
- fotografie: Nico Wobben
- limitowana edycja albumu zawiera dzwonki na komórke[2]